# Belmont (Kalifornija)
Belmont je grad u američkoj saveznoj državi Kalifornija. Prema popisu stanovništva iz 2010. u njemu je živjelo 25,835 stanovnika.